# Árion (filho de Démeter)

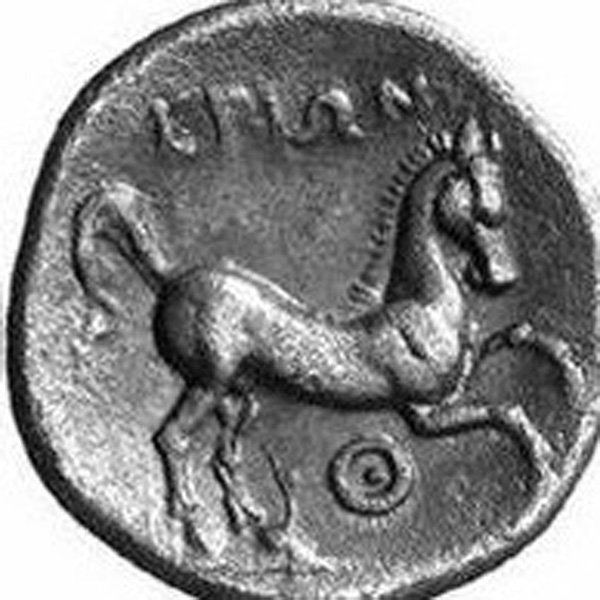
Equino da Mitologia Grega, filho de Poseidon e Démeter.

Arion é um equino da Mitologia Grega, filho de Poseidon e Démeter. Ele é irmão gêmeo de Despina. e irmão, por parte de mãe, de Perséfone. Ele é imortal, como suas irmãs.
Na mitologia grega , Arion ou Areion ( / əˈr aɪ . ən / ;  grego antigo : Ἀρίων, Ἀρείων ), é um cavalo de crina preta, fabulosamente rápido e criado divinamente. Ele salvou a vida de Adrastus , rei de Argos , durante a guerra dos Sete contra Tebas .       
Arion era (segundo a maioria dos relatos) filho de Poseidon e Deméter.  Quando a deusa Deméter estava procurando por sua filha Perséfone , ela foi perseguida por Poseidon. Para escapar de Poseidon, Deméter se transformou em uma égua e se escondeu entre as éguas de Ôncio , rei de Telpusa na Arcádia . Mas Poseidon se transformou em um garanhão e acasalou com Deméter, gerando Arion.    Outros relatos tinham Arion como filho de Gaia (Terra),  ou de Zéfiro e uma harpia.  
Arion foi dado ao herói Hércules , que montou Arion na batalha durante sua expedição a Élis , e também durante seu combate com o filho de Ares, Cicno . Mais tarde, Hércules deu Arion a Adrastus, o rei de Argos.         .Adrastus levou Arion com ele na desastrosa expedição dos Sete contra Tebas. No caminho para Tebas, Arion competiu e terminou em primeiro lugar nos primeiros Jogos Nemeus . [ 8 ]     .Em Tebas, quando a batalha foi perdida, Arion rapidamente levou seu mestre Adrastus para longe do campo de batalha, salvando sua vida, quando todos os outros líderes da expedição foram mortos.

## História
Arion é mencionado já na Ilíada de Homero , onde é descrito como o "cavalo veloz de Adrasto, que era de origem celestial". Um escoliasta nesta linha da Ilíada explica que Arion era filho de Poseidon , que na forma de um cavalo, acasalou com Fúria ( Ἐρινύος ) perto da fonte Tilphousa na Beócia. O escoliasta continua dizendo que Poseidon deu Arion a Copreu , rei de Haliartus na Beócia, que por sua vez o deu a Hércules , que o usou para vencer uma corrida de cavalos contra o filho de Ares , Cicno , no santuário de Apolo Pagasaean perto de Trezena. Hércules então deu Arion a Adrasto , e o cavalo salvou a vida de Adrasto durante a guerra dos Sete contra Tebas. De acordo com o escoliasta, "a história está nos poetas cíclicos", uma referência talvez à Tebaida cíclica .   O Escudo Hesiódico de Hércules também tem "o grande cavalo, Arion de crina negra" como o cavalo de Hércules durante a luta do herói com Cicno. [ 12 ] 
Um fragmento poético de Calímaco (século III a.C.) diz:
Arion, o cavalo da Arcádia, não se enfureceu assim no santuário de Zeus Apesantiano.
 Apesas é uma colina perto de Nemea , e a linha talvez se refira a Arion sendo disputado durante os primeiros Jogos Nemeanos . 
Estrabão, Apolodoro, Pausânias
O geógrafo Estrabão , do final do século I a.C. ao início do século I d.C. , diz que quando a carruagem de Adrasto naufragou (em Tebas), ele escapou em Arion. O mitógrafo Apolodoro (século I ou II) diz que Poseidon gerou Arion na deusa Deméter , quando "à semelhança de uma Fúria ela se uniu a ele". Apolodoro também diz que, na guerra dos Sete contra Tebas , enquanto todos os outros líderes do exército argivo foram mortos, apenas Adasto sobreviveu, "salvo por seu cavalo Arion".
O geógrafo do século II , Pausânias , ao explicar por que em Telpusa, na Arcádia , eles chamam Deméter de "Fúria", dá um relato mais completo do nascimento de Arion. De acordo com esse relato, quando Deméter estava vagando em busca de sua filha Perséfone (que havia sido raptada por Hades ), Deméter foi perseguida por Poseidon, "que a cobiçava". Para escapar de Poseidon, Deméter se transformou em uma égua e se misturou com as éguas de Ôncio , filho de Apolo . Mas Poseidon, "percebendo que foi enganado", se transformou em um garanhão e acasalou com Deméter. Foi por causa de sua "raiva vingativa" contra Poseidon que Deméter adquiriu o sobrenome "Fúria". Pausânias diz que, de acordo com os telpusianos, Deméter teve, de Poseidon, o cavalo Arion, e uma irmã cujo nome eles não "divulgam aos não iniciados".  Pausânias diz que, de acordo com os telpusianos, Deméter teve, de Poseidon, o cavalo Arion, e uma irmã cujo nome eles não "divulgam aos não iniciados". [ 19 ] Pausânias continua dizendo, no entanto, que de acordo com Antímaco , Arion "de Telpusa " era filho de Gaia (Terra). Pausânias também diz que, de acordo com a "lenda", durante a expedição de Hércules contra Élis , ele pediu Arion a Onco, e que Hércules cavalgou Arion para a batalha quando tomou Élis, após o que Hércules deu Arion a Adrasto. Pausânias diz que isso explica por que Antímaco disse: "Adrasto foi o terceiro senhor que o domesticou". 
Status
Árion figura com destaque no épico latino Tebaida , do poeta romano Estácio , do século I. Estácio faz uma longa descrição de Árion, enquanto o cavalo é levado para competir na corrida dos primeiros Jogos Nemeus :
À frente de todos eles, Árion é conduzido, conspícuo pelo fogo de sua crina avermelhada. Netuno era o pai do cavalo, se a história dos nossos antepassados for verdadeira. Diz-se que ele foi o primeiro a machucar a boca do filhote com o freio e domá-lo na areia da praia, poupando o chicote; pois, de fato, não havia como satisfazer a paixão do cavalo por se movimentar, e ele era tão mutável quanto um mar invernal.Frequentemente, ele costumava ir, arreado com os corcéis nadadores, pelas profundezas jônicas ou líbias, carregando seu pai caerúleo para todas as costas. Ultrapassadas, as Nuvens se maravilhavam, e os Ventos do Leste e do Sul o seguiam emuladamente. Ele também estava em terra firme, conduzindo o filho de Anfitrião [Hércules] por prados profundos e sulcados enquanto lutava nas batalhas de Euristeu; mesmo para ele, ele era selvagem e incontrolável. Mais tarde, por dádiva dos deuses, ele se dignou a obedecer ao rei Adrasto; e nos anos entre eles, tornou-se muito mais dócil.
No relato de Staius, Adrastus deixou seu genro Polinices competir com Arion na corrida:
O presciente Arion pressentiu que outro cocheiro estava puxando as rédeas e, em sua inocência, temeu o filho cruel de Édipo [Polinices]. Desde a linha de partida, ele se mostrou em desacordo com seu fardo e irado, mais truculento em seu ardor do que por hábito. Os filhos de Ínaco o consideram movido pelo desejo de glória, mas é do cocheiro que ele foge, o cocheiro que ele ameaça em sua fúria selvagem enquanto procura seu mestre [Adrasto] por todo o campo; no entanto, ele está à frente de todos eles. 
Mas Apolo, tendo prometido a vitória ao vidente Anfiarau , levantou um monstro serpenteante do submundo no caminho de Árion, e quando Árion viu o monstro, ele se empinou, fazendo Polinices cair, e o sem motorista Arion terminou primeiro, mas a vitória foi de Anfiarau: "Assim, em justa divisão, o cavalo manteve sua glória, a vitória foi para o vidente." 

Outro
De acordo com o poeta latino do primeiro século a.C. Sextus Propertius , "Arion falou".. E de acordo com o poeta do quarto século Quintus Smyrnaeus , Arion foi gerado por Zéfiro em uma harpia. 